# Эйряку
Эйряку (яп. 永暦 эйряку) — девиз правления (нэнго) японского императора Нидзё, использовавшийся с 1160 по 1161 год .

## Продолжительность
Начало и конец эры:
- 10-й день 1-й луны 2-го года Хэйдзи (по юлианскому календарю — 18 февраля 1160);
- 4-й день 9-й луны 2-го года Эйряку (по юлианскому календарю — 24 сентября 1161).

## Происхождение
Название нэнго было заимствовано из 110-го цзюаня классического древнекитайского сочинения Хоу Ханьшу:「馳淳化於黎元、永歴世而太平」.

## События
- 1160 год (1-й год Эйряку) — Минамото-но Ёситомо (1123—1160), был убит в кампании с целью свержения канцлера Тайры-но Киёмори. Жена Ёситомо с тремя сыновьями были вынуждены бежать в 20-й день 3-й луны 1-го года Эйряку из столицы, среди сыновей был тринадцатилетний Минамото-но Ёритомо (будущий самурайский правитель Японии)[5][6];

## Сравнительная таблица
Ниже представлена таблица соответствия японского традиционного и европейского летосчисления. В скобках к номеру года японской эры указано название соответствующего года из 60-летнего цикла китайской системы гань-чжи. Японские месяцы традиционно названы лунами.
| 1-й год Эйряку (Металлический Дракон) | 1-я луна       | 2-я луна   | 3-я луна* | 4-я луна* | 5-я луна  | 6-я луна* | 7-я луна* | 8-я луна   | 9-я луна*   | 10-я луна  | 11-я луна | 12-я луна* |
| ------------------------------------- | -------------- | ---------- | --------- | --------- | --------- | --------- | --------- | ---------- | ----------- | ---------- | --------- | ---------- |
| Юлианский календарь                   | 9 февраля 1160 | 10 марта   | 9 апреля  | 8 мая     | 6 июня    | 6 июля    | 4 августа | 2 сентября | 2 октября   | 31 октября | 30 ноября | 30 декабря |
| 2-й год Эйряку (Металлическая Змея)   | 1-я луна       | 2-я луна   | 3-я луна* | 4-я луна  | 5-я луна* | 6-я луна  | 7-я луна* | 8-я луна*  | 9-я луна    | 10-я луна* | 11-я луна | 12-я луна* |
| Юлианский календарь                   | 28 января 1161 | 27 февраля | 29 марта  | 27 апреля | 27 мая    | 25 июня   | 25 июля   | 23 августа | 21 сентября | 21 октября | 19 ноября | 19 декабря |

* звёздочкой отмечены короткие месяцы (луны) продолжительностью 29 дней. Остальные месяцы длятся 30 дней.